# Narsarmijit
Ne doit pas être confondu avec Kujalleq ou Narsaq.
Narsarmijit (anciennement Frederiksdal en danois) est une localité groenlandaise de la commune de Kujalleq, située près de Nanortalik, au sud du Groenland, à environ 50 km du Cap Farvel. Il recensait 57 habitants en 2023.

## Transports
Le village possède un héliport desservi par Air Greenland reliant Nanortalik, Qaqortoq et Narsarsuaq.

## Personnalités liées
- Mâliâraq Vebæk (1917-2012),  enseignante et écrivaine.